# Запис орах на Лозовачкој падини (Забрега)
Запис орах на Лозовачкој падини (Забрега) се налази на парцели чији је власник ЦРХ (Србија) ДОО.

## Локација
| Општина             | Параћин                                                                     |
| Катастарска општина | Забрега                                                                     |
| Потес               | Лозовачка падина                                                            |
| Координате          | 43° 55′ 22″ С; 21° 31′ 09″ И / 43.922899999999998° С; 21.519200000000001° И |
| Надморска висина    | 293m                                                                        |

## Карактеристике
Дендрометријске вредности утврђене на терену и сателитским снимцима:
| Стабло                     | Орах |
| Висина стабла              | m    |
| Обим дебла                 | m    |
| Пречник крошње             | 9m   |
| Пречник дебла              | m    |
| Висина дебла до прве гране | m    |

## База записа
Запис је у оквиру Викимедија пројекта "Запис - Свето дрво" заведен под редним бројем 1038.